# Bahnhofsgebäude (Néris-les-Bains)

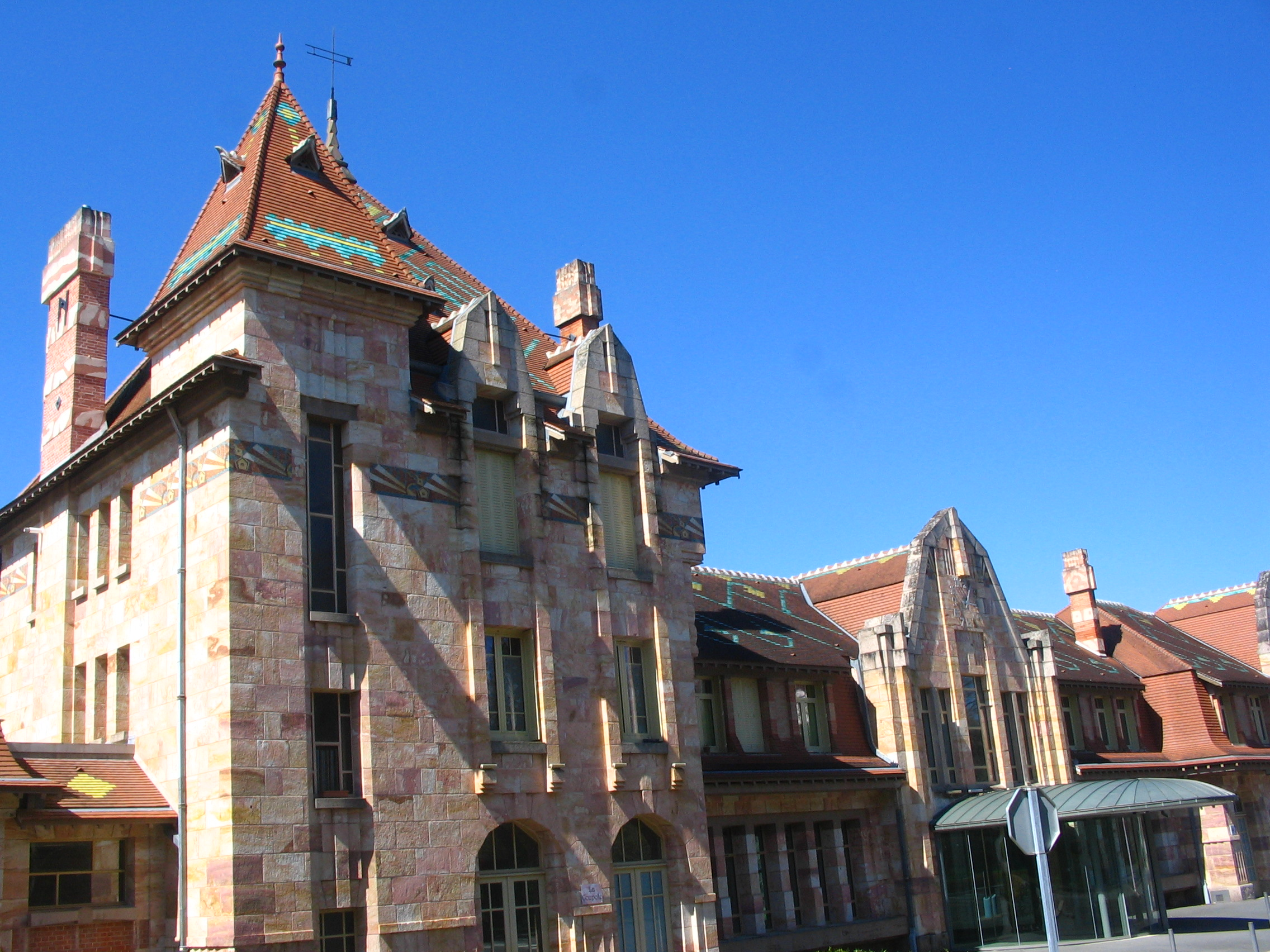
Bahnhofsgebäude in Néris-les-Bains

Das Bahnhofsgebäude in Néris-les-Bains, einer französischen Gemeinde im Département Allier der Region Auvergne-Rhône-Alpes, wurde von 1929 bis 1932 errichtet. Im Jahr 1955 wurde der vom Architekten Louis Brachet (1877–1968) entworfene Bahnhof als Monument historique klassifiziert.
Das ehemalige Bahnhofsgebäude aus Sandstein von Saulzais-le-Potier besteht aus unterschiedlich hohen Teilen. Der Mittelteil bildet den Haupteingang mit der Bahnhofshalle. Der Eingang ist mit einem Glasdach versehen und am Giebel ist eine große Uhr angebracht. Das Dach ist mit unterschiedlich farbigen Ziegeln gedeckt.
Seit den 1990er Jahren wird das Bahnhofsgebäude für kulturelle Veranstaltungen und von den örtlichen Vereinen genutzt.